# Jürgen Croy
Jürgen Croy (ur. 19 października 1946 w Zwickau) – piłkarz niemiecki grający na pozycji bramkarza.

## Kariera klubowa
Croy urodził się w mieście Zwickau. Treningi piłkarskie rozpoczął w 1958 roku w tamtejszym klubie BSG Aktivist Karl Marx Zwickau. W 1963 roku został zawodnikiem innego klubu z Zwickau, Motoru. W jego barwach zadebiutował w 1965 roku w rozgrywkach pierwszej ligi NRD. Od czasu debiutu był podstawowym zawodnikiem zespołu, a w 1967 roku zajął z nim w lidze 3. miejsce, najwyższe w swojej karierze piłkarskiej. W tym samym roku wywalczył także Puchar NRD (zwycięstwo 3:0 w finale nad Hansą Rostock). W następnym roku zadebiutował w europejskich pucharach, występując w rozgrywkach Pucharu Zdobywców Pucharów. W 1975 roku wywalczył swój ostatni sukces w sportowej karierze, gdy po raz drugi wygrał Puchar NRD z Zwickau (wówczas grającym już pod nazwą Sachsenring). W finale Zwickau wygrało po serii rzutów karnych z Dynamem Drezno.
Karierę Croy zakończył w 1981 roku. W lidze w barwach Zwickau rozegrał 372 mecze. W latach 1972, 1976 i 1978 został uznany przez prasę w NRD piłkarzem roku.
Po zakończeniu kariery Jürgen Croy był trenerem Sachsenring Zwickau w latach 1984–1988.
| Sezon     | Klub                | Liga         | Mecze | Bramki |
| --------- | ------------------- | ------------ | ----- | ------ |
| 1965/1966 | Motor Zwickau       | DDR-Oberliga | 24    | 0      |
| 1966/1967 | Motor Zwickau       | DDR-Oberliga | 26    | 0      |
| 1967/1968 | Sachsenring Zwickau | DDR-Oberliga | 25    | 0      |
| 1968/1969 | Sachsenring Zwickau | DDR-Oberliga | 26    | 0      |
| 1969/1970 | Sachsenring Zwickau | DDR-Oberliga | 24    | 0      |
| 1970/1971 | Sachsenring Zwickau | DDR-Oberliga | 25    | 0      |
| 1971/1972 | Sachsenring Zwickau | DDR-Oberliga | 25    | 0      |
| 1972/1973 | Sachsenring Zwickau | DDR-Oberliga | 10    | 0      |
| 1973/1974 | Sachsenring Zwickau | DDR-Oberliga | 24    | 0      |
| 1974/1975 | Sachsenring Zwickau | DDR-Oberliga | 26    | 0      |
| 1975/1976 | Sachsenring Zwickau | DDR-Oberliga | 25    | 0      |
| 1976/1977 | Sachsenring Zwickau | DDR-Oberliga | 23    | 0      |
| 1977/1978 | Sachsenring Zwickau | DDR-Oberliga | 25    | 0      |
| 1978/1979 | Sachsenring Zwickau | DDR-Oberliga | 13    | 0      |
| 1979/1980 | Sachsenring Zwickau | DDR-Oberliga | 25    | 0      |
| 1980/1981 | Sachsenring Zwickau | DDR-Oberliga | 26    | 0      |
| Łącznie   | Łącznie             | Łącznie      | 372   | 0      |

## Kariera reprezentacyjna
W reprezentacji NRD Croy zadebiutował 17 maja 1967 roku w wygranym 1:0 towarzyskim spotkaniu ze Szwecją. W 1972 roku był pierwszym bramkarzem olimpijskiej kadry NRD, która na Igrzyskach Olimpijskich w Monachium wywalczyła brązowy medal. W 1974 roku został powołany przez selekcjonera Georga Buschnera do reprezentacji na Mistrzostwa Świata w RFN (jedyny mundial, w którym uczestniczyła kadra NRD). Tam Croy wystąpił we wszystkich meczach swojej drużyny: z Australią (2:0), z Chile (1:1), z RFN (1:0), z Brazylią (0:1), z Holandią (0:2) i z Argentyną (1:1). W 1976 roku Jürgen Croy zdobył z NRD złoty medal Igrzysk Olimpijskich w Montrealu (w finale Niemcy wygrali 3:1 z Polską). Karierę reprezentacyjną zakończył w 1981 roku. W kadrze narodowej rozegrał 86 meczów.